# Cratere Moses
Moses  è un cratere sulla superficie di Venere. Deve il proprio nome a Grandma Moses, pittrice statunitense di arte popolare.